# 열돔

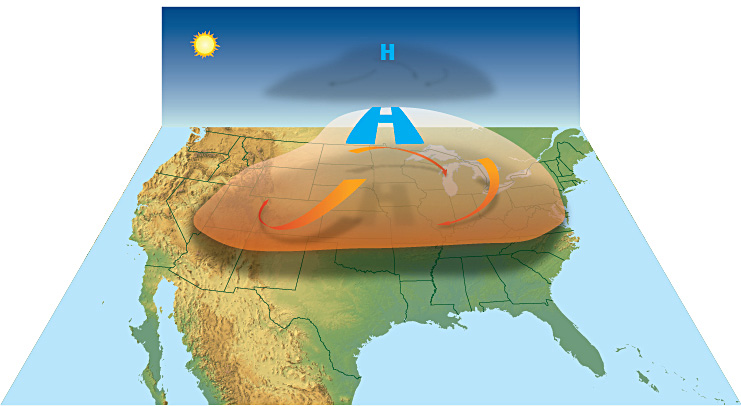
미국 미국 국립기상청의 미국 상공 열돔도

열돔(heat dome)은 지구 대기권이 마치 뚜껑이나 모자로 덮인 것처럼 뜨거운 공기를 가둬 극심한 더위를 유발하는 기상 현상이다. 열돔은 강력한 고기압 기상 조건이 비정상적으로 오랜 시간 동안 정체하여 대류와 강수를 막고 뜨거운 공기를 특정 지역에 '가두어' 발생한다. 이는 해수의 온도 이상 및 라니냐의 영향 등 여러 요인으로 인해 발생할 수 있다. 상층부의 기상 패턴은 움직임이 느린데, 기상학자들은 이를 오메가 블록이라고 부른다.
이 용어는 일반적으로 모든 폭염 상황에 대한 미디어 용어로 확대되지만, 폭염은 반드시 이러한 정체된 고기압 시스템에 의해 발생하는 것이 아닌 지나치게 더운 날씨의 기간이라는 점에서 열돔과 다르다. "열돔"이라는 용어는 도시 열섬의 맥락에서도 사용된다.

## 특성
열돔은 일반적으로 구름이 거의 없고 맑은 하늘과 관련이 있으며, 이는 태양 복사열이 지구 표면에 방해받지 않고 침투하여 전체 온도를 높인다.
또한 주변 지역보다 대기압이 높은 넓은 지리적 영역을 덮는다. 고기압 지역은 대기권에 뚜껑처럼 작용하여 따뜻한 공기를 지표면으로 밀어내고 장시간 그곳에 가둔다.
열돔은 햇빛이 지구 표면에 침투하는 것을 허용하여 지구의 최대 가열을 가능하게 한다.

## 생성

열돔 형성

열돔은 고요하고 건조한 여름 날씨에 따뜻한 공기 덩어리가 쌓이고 지구 대기권의 높은 압력이 따뜻한 공기를 아래로 밀어낼 때 발생할 수 있다. 공기는 그 다음 압축되며, 순열이 더 작은 부피에 있게 되면서 온도가 증가한다. 따뜻한 공기가 상승하려고 할 때, 그 위의 고기압이 돔처럼 작용하여 공기를 아래로 밀어내고 점점 더 뜨거워지게 하여 돔 아래의 압력이 증가한다.
2021년 북서부 열돔은 이와 같이 형성되었는데, 정체된 고기압 시스템이 국지 온도를 강화하고, 냉각 해상 바람을 막고, 구름 형성을 방해했다. 이는 방해받지 않는 태양 복사열이 공기를 더욱 따뜻하게 만들고 상승하는 따뜻한 공기가 고기압 시스템에 의해 다시 아래로 밀려 내려가 자가 유지되는 가열 사이클을 만들었다.
북태평양, 특히 워싱턴, 오리건, 브리티시컬럼비아 해안을 따라 해수면 온도가 상승하면 열돔 형성으로 이어질 수 있는 고기압 돔 형성에 유리한 조건이 조성된다.

### 기후 변화와의 관계
연구에 따르면 인간에 의한 기후 변화는 열돔 형성에 중요한 역할을 하는데, 이는 열돔이 대기 온도가 높을수록 발생할 가능성이 높기 때문이다. 열돔의 발생은 전체 대기 온도를 높여 기후 변화 증가의 정의 피드백 고리에 기여한다.

## 영향

### 다른 기상 현상
열돔은 정체된 대기 조건과 일치하여 대기 오염 문제를 악화시킨다. 일반적인 부산물로는 스모그와 오염 수준의 증가가 있다. 열돔은 전선 경계와 같은 다른 기상 시스템과 상호작용하여 폭염을 강화할 수 있다. 또한 증발 속도를 높이고 토양 수분을 감소시켜 가뭄에 기여할 수 있다. 캘리포니아 센트럴밸리와 같은 지역에서는 열돔이 농작물과 토착 식물의 증발 속도를 높여 가뭄을 악화시킨다.

### 생태계
이전의 열돔은 주로 높은 태양 복사열을 통해 나무에 광범위한 피해를 입힌 것으로 연결된다. 열 스트레스로 인한 잎의 타는 현상과 함께, 열돔의 부산물로 열에 강한 잎 종의 진화적 생성 및 성공이 있었다.
열돔은 조간대 생태계에 사는 유기체의 열 스트레스를 증가시키는데, 이는 2021년 북미 열돔 기간 동안 해양 생물의 죽음을 초래한 요인이다.

### 공동체
열돔의 발생은 기후 변화 우려를 증가시키는 데 기여했다. 이는 특히 브리티시컬럼비아 주민들 사이에서 두드러지게 나타났는데, 이전 연구에서 그들은 2021년 북미 열돔 이후 더 높은 수준의 기후 변화 불안을 보였다.
열돔은 지역사회에 사망률 증가의 위험을 초래한다. 열돔으로 인한 사망은 공기조화가 있는 주거 공간에 접근할 가능성이 적은 취약하고 소외된 인구에게 영향을 미칠 가능성이 더 크다.

## 사례
2025년 유럽 폭염은 열돔의 영향으로 발생했으며, 인간에 의한 기후 변화가 원인일 가능성이 높다.
2021년 북아메리카 서부 폭염은 최근 몇 년간 전례 없는 강도와 지속 기간으로 인해 광범위한 정전과 산불 활동 증가와 같은 심각한 사회적 영향을 초래하며 주목을 받았다. 이는 이러한 사건의 발생과 심각성을 줄이기 위해 기후 변화에 대처하는 시급성을 더욱 강조했다. 온실가스 배출을 해결하고 전략을 채택하는 것은 2021년 극심한 폭염 현상의 빈도를 줄이는 데 중요한 단계이다.
2021년, 브리티시컬럼비아를 기반으로 한 기록적인 열돔으로 인해 595명의 지역사회 사망자가 발생했으며, 이는 유사한 대기 현상으로는 기록적인 수치이다. 밴쿠버 광역권의 대부분 가구는 공기조화 시설이 없어 개인이 일사병 및 열사병과 같은 열로 인한 사망에 매우 취약하다. 이 사건에 대한 연구는 공중 보건의 중요성과 더 많은 공기조화 및 도시 녹지 공간 제공을 강조한다.
2010년 러시아 폭염 동안 지속적인 열돔은 광범위한 산불, 농작물 피해, 그리고 사망률 급증을 초래했다. 이 사건의 경제적, 사회적 요인에 의해 영향을 받은 광범위한 결과는 지역 기상 현상과 농업 시장의 상호 연결성에 영향을 미치며 전 세계적으로 파급되었다.

## 미래
연구에 따르면 열돔 발생 이후 북미 주변을 순환하는 정체파가 증가할 것으로 예상된다. 이는 극심한 폭염을 초래하는 동일한 파동으로, 미래에 유사한 사건이 발생할 가능성이 더 높다는 것을 시사한다. 연구에서는 열돔 발생 가능성이 일반적으로 낮다고 밝혀졌지만, 기후 변화의 영향에 대한 우려가 커지면서 열돔이 더 이상 드문 현상이 아닐 수도 있음을 시사한다.

### 완화
열돔의 영향을 완화하는 기술은 종종 도시 계획, 공중 보건 이니셔티브 및 지역 사회 상호작용을 포함한다. 전략에는 녹지 증가, 쿨루프 사용 및 도시 지역의 환기 개선이 포함된다. 공공 기관은 다음과 같은 방법을 통해 취약 계층에게 지원을 제공하여 열 관련 유해 영향을 줄인다: 폭염 건강 경보 시스템, 데이터 모니터링, 쿨링 센터, 물 관리, 및 기후 변화 억제 등이 있다. 교육 캠페인은 열 안전 인식을 높여 다른 완화 방법의 효과를 높인다.

## 같이 보기
- 폭염
- 기상이변